# Калакауа
Кала́кауа (гав. Kalākaua); Дэвид (Ка́вика) Лааме́а Каманака́пуу Махинула́ни Налаиаехуокала́ни Лумиала́ни Кала́кауа (гав. Kāwika Laʻamea Kamanakapuʻu Mahinulani Nalaiaehuokalani Lumialani Kalākaua; 16 ноября 1836, Гонолулу, Королевство Гавайи — 20 января 1891, Сан-Франциско, Калифорния, США) — седьмой король Гавайских островов из династии Калакауа, правил с 12 февраля 1874 года до своей смерти в Сан-Франциско 20 января 1891 года, сын высокопоставленного вождя Капаакеа.

## Ранние годы
Калакауа начал своё образование в Школе для детей вождей. В школе, наряду с родным  гавайским, Калакауа научился хорошо говорить по-английски. В 16 лет он начал изучать законы. Однако многочисленные придворные обязанности помешали ему завершить юридическое образование. К 1856 году молодой гаваец был майором в армии короля Камеамеа IV. Он также возглавил политическую организацию, известную как Молодые гавайцы. Девизом организации было «Гавайи для гавайцев». В 1863 году он был назначен начальником Генерального штаба.

## Выборы 1872 года
Король Камеамеа V, последний монарх династии Камеамеа, умер 12 декабря 1872 года, не указав преемника. В соответствии с конституцией королевства, если король не назначил преемника, новый король должен был быть избран законодательным органом.
Имелось несколько кандидатов на гавайский трон. Однако всё внимание сосредоточилось на двух высокопоставленных вождях: Уильяме Луналило и Калакауа. Луналило был более популярен, поскольку был двоюродным братом Камеамеа V и внучатым племянником основателя династии Камеамеа I. Он был более либерален из двух — он обещал внести поправки в конституцию, чтобы дать гражданам больше влияния в управлении страной. Многие полагали, что правительство должно объявить Луналило королём. Однако он настоял на том, чтобы король был избран всеобщим голосованием подданных, имеющих право голоса. Согласно действовавшему тогда имущественному цензу, таковых нашлось около 12,5 тысяч. Калакауа был намного более консервативен, чем его соперник. В то время иностранцы доминировали в гавайском правительстве. Калакауа обещал вернуть власть коренным гавайцам. Он в свою очередь обещал внести поправки в конституцию в направлении возвращения к существовавшей прежде абсолютной монархии.
1 января 1873 года были проведены всеобщие выборы Короля Гавайев. Луналило получил  12,5 тысяч голосов, против 51 голоса, поданного за Калакауа. На следующий день законодательный орган утвердил результаты выборов и выбрал Луналило Королём.

## Правление

Парадный портрет

«Народный король» страдал алкоголизмом и туберкулёзом, и вскоре (1874) умер. С его смертью род Камеамеа угас, и Калакауа был избран на престол большинством гавайского национального собрания. Восстание приверженцев вдовствующей королевы Эммы, вдовы Камеамеа IV, он подавил при помощи британских и американских матросов. После избрания на трон Калакауа назвал своего брата Уильяма Питта Лелеайохоку, будущим наследником, положив этим конец избранию королей. Он начал своё правление с поездки по островам, что положительно повлияло на его популярность.
В ноябре 1874 года Калакауа отправился в США, чтобы встретиться в Вашингтоне с президентом Соединённых Штатов Улиссом Грантом и заключить с ним торговый договор. Достигнутое и подписанное 30 января 1875 года соглашение позволило определённые гавайские товары, главным образом сахар и рис, ввозить в Соединённые Штаты беспошлинно.
Калакауа часто распускал правительство. Это вызывало критику сторонников христианских миссионеров, которые полагали, что законодательный орган, а не король, должен назначать членов кабинета министров. Эта борьба продолжалась на протяжении всего правления Калакауа.

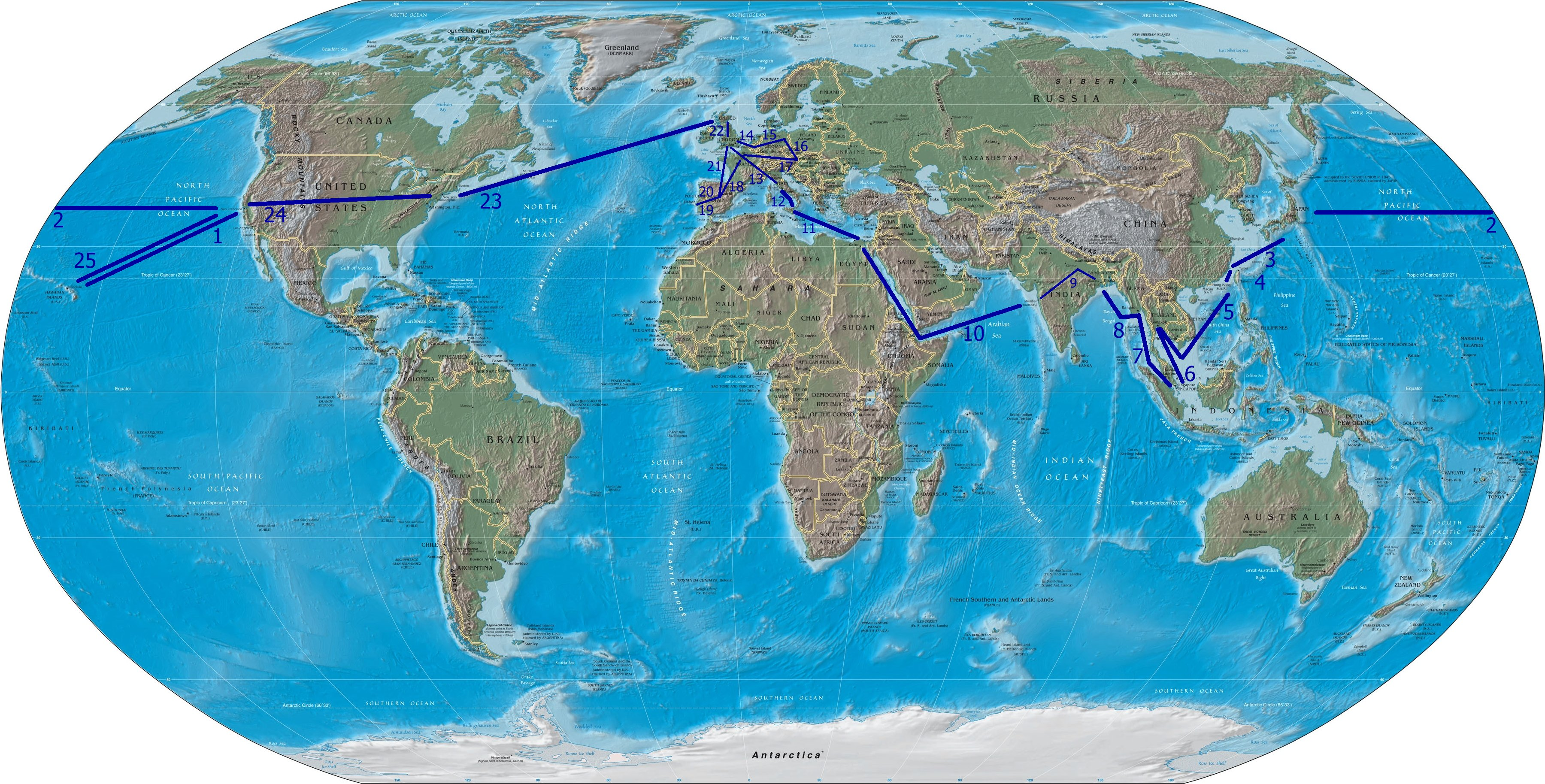
Кругосветное путешествие короля Калакауа (1881)

В 1881 году король отправился в путешествие по многим странам мира. В этой поездке он хотел изучить вопросы иммиграции и установить международные связи. Калакауа также хотел посмотреть на то, как правят другие правители. В его отсутствие, его сестра и будущая наследница Лилиуокалани управляла государством в качестве регента (Лелеайохоку). Брат короля, которого он ранее назначил наследником, умер в 1877 году. Король сначала побывал в Сан-Франциско, где ему был оказан королевский приём. После этого Калакауа отправился в Японию, где встретился с Императором Мэйдзи. Он продолжил путешествие в Китай, в Сиам, где был принят королём Чулалонгкорном, в Бирму, британскую Индию, в Египет, Италию, Бельгию, Германскую империю, Австро-Венгрию, Францию, Испанию, Португалию, Великобританию, и вновь посетил США, проехав по суше от Атлантического океана до Тихого, на пути домой. Во время этой поездки он встретился с  папой римским Львом XIII, королём Италии Умберто I, правителем Египта Тауфик-пашой, с Вильгельмом II, императором Германии, Чулалонгкорном, королём Сиама, с новым американским президентом Честером Артуром и с королевой Великобритании Викторией. Он стал первым из королей, совершившим кругосветное путешествие.

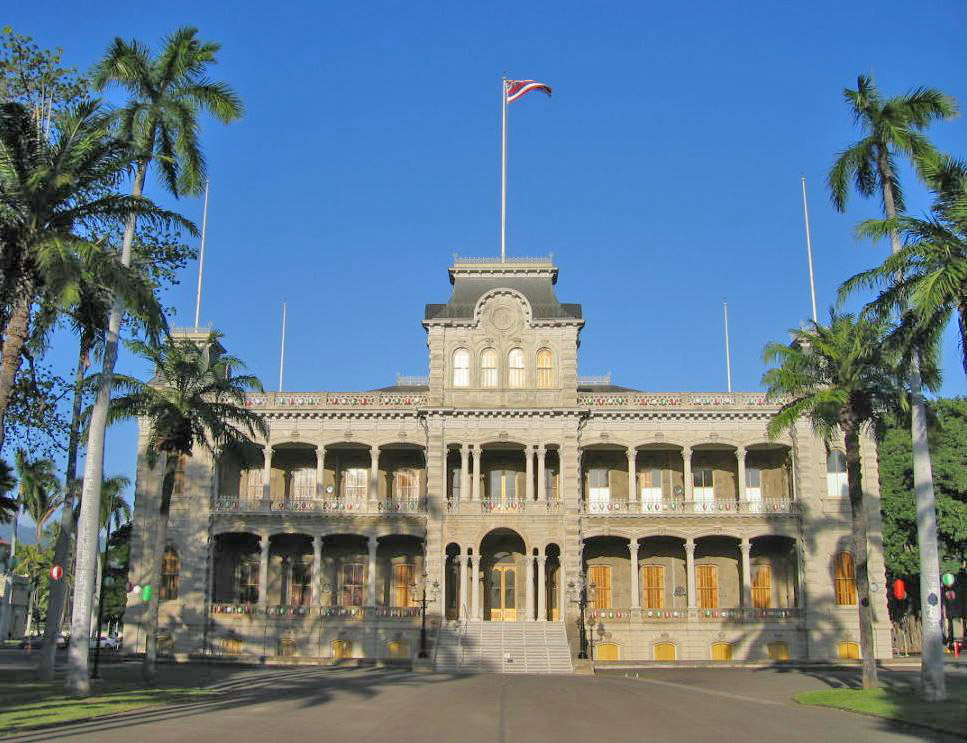
Резиденция короля Калакауа — дворец Иолани

Калакауа также построил дворец Иолани, единственный королевский дворец, который существует на американской земле сегодня, обошедшийся в огромную по тем временам сумму в 300 000 $. Многое из обстановки дворца Калакауа заказал, будучи в Европе. Король решил установить статую Камеамеа I, первого короля объединённых Гавайских островов. Оригинал статуи была потерян, когда перевозившее её судно затонуло около Фолклендских островов. Была заказана замена, представленная королём в 1883 году. Оригинал позже был найден, восстановлен и послан в Гавайи (1912). Третья копия статуи была установлена в 1969 году в Капитолии, и в настоящее время является единственной статуей там, изображающей коренного гавайца.
Король Калакауа хотел создать Полинезийскую Империю. В 1886 году законодательный орган предоставил правительству 30 000$ (731 000$ по текущей (2014) цене доллара) для формирования Полинезийской конфедерации. Король послал представителей в Самоа, где Малиетоа Лаупепа согласился на конфедерацию между этими двумя королевствами. Она существовала не долго, так как на следующий год Калакауа потерял власть, и реформистская партия, пришедшая к власти, аннулировала союз.
К 1887 году «миссионерская сторона» разочаровалась в правлении Калакауа. Она обвиняла его в нецелесообразном расширении королевства и расточительности. Некоторые иностранцы хотели вынудить короля отказаться от трона (и короновать его сестру Лилиуокалани), в то время как другие хотели положить конец периоду монархии в целом и включить Гавайи в Соединённые Штаты. Группировка, одобрявшая аннексию, получила название Гавайской Лиги. В 1887 году члены Лиги вооружились и силой вынудили короля подписать новую конституцию.
Эта конституция, которую называют[кто?] Конституцией Штыка, намного уменьшила исполнительную власть короля и лишила большинство коренных гавайцев избирательных прав. 75 % этнических гавайцев лишались голоса вследствие вводившихся ограничений по признакам грамотности, размера собственности, пола и возраста.
Теперь этнические гавайцы составляли приблизительно две трети от всего электората, осуществлявшего выборы в законодательное собрание. Остальную часть избирателей составляли жители мужского пола европейской или американской родословной. Кроме того, королю больше не разрешалось что-либо изменять в законах без одобрения кабинета.
Контрреволюция, во главе с Робертом Уилкоксом, нацелилась на восстановление власти Калакауа, но потерпела неудачу.
К 1890 году здоровье короля начало ухудшаться. По совету врача он поехал в Сан-Франциско. Здоровье продолжало ухудшаться, и он умер 20 января 1891 года в отеле Palace в Сан-Франциско. Последние слова Калакауа — «Передайте моему народу, что я старался выжить». Его останки были возвращены в Гонолулу на борту американского военного корабля, крейсера «Чарлстон». Поскольку у короля и его жены Капиолани не было детей, гавайский трон наследовала сестра Калакауа, Лилиуокалани.

## Наследие
Не отказывавший себе в удовольствиях Калакауа заслужил прозвище «весёлого монарха». Такое же прозвание в своё время англичане дали жизнелюбивому королю Карлу II. При его правлении был возрождён танец ху́ла, который запретили миссионеры в 1820 году, считая его непристойным и сегодня его именем назван фестиваль хулы «Весёлый монарх». Он также возродил луа, гавайский национальный вид боевого искусства, и сёрфинг. Калакауа написал гимн Гавайев, Hawaiʻi ponoʻī. Он был также изобретателем и  другом Томаса Эдисона, с которым он обсуждал лампочку, которая должна была  освещать Дворец Иолани. Калакауа изобрёл улучшенный двойной винт и улучшенную пробку бутылки. Его именем названа главная авеню знаменитого района Вайкики в городе Гонолулу.